# Gerard Batliner
Gerard Batliner, född 9 december 1928 i Eschen, död 25 juni 2008 i Eschen, var Liechtensteins regeringschef 1962–1970.